# Самородня
Самородня (укр. Саморідня) — село в Корсунь-Шевченковском районе Черкасской области Украины.
Население по переписи 2001 года составляло 425 человек. Почтовый индекс — 19400. Телефонный код — 4735.

## Местный совет
19400, Черкасская обл., Корсунь-Шевченковский р-н, г. Корсунь-Шевченковский, ул. Шевченка, 42

## История
В XIX веке село Самородня было в составе Корсунской волости Каневского уезда Киевской губернии. В селе была Духовная церковь.

## Известные уроженцы
- Бровченко, Иван Никонович — Герой Советского Союза.